# Jakub Parkoszowic
Jakub Parkoszowic, inne formy nazwiska: Jakub Parkosz, Jakub Parkosz z Żórawicy, Jacobus Parcossius, Parkosch de Żorawicze, Parkossius (ur. w Żurawicy, zm. między 4 września a 9 września 1452) – szlachcic herbu Godziemba, polski językoznawca i gramatyk, profesor i rektor Akademii Krakowskiej, kanonik krakowski. Autor pierwszego projektu pisowni polskiej, który nie przyjął się w praktyce, ale ma duże znaczenie jako źródło informacji o historii języka polskiego. Należał do grona najważniejszych przedstawicieli polskiego środowiska intelektualnego wieku XV.

## Życiorys
Syn Jakuba, dziedzica Żórawic pod Sandomierzem. W 1421 został immatrykulowany na wydziale artium Akademii Krakowskiej, gdzie wkrótce (1422) został bakałarzem, następnie, w 1427 został magistrem. Studiował także prawo kanoniczne, a około roku 1433 został doktorem dekretów. Łącznie, w latach 1439–1441 był 4-krotnie rektorem Akademii Krakowskiej. Był wzmiankowany jako proboszcz kościoła na Skałce od roku 1439, natomiast jako kanonik kapituły krakowskiej od 1449. Zmarł około roku 1455.

## Twórczość

### Traktat o ortografii polskiej

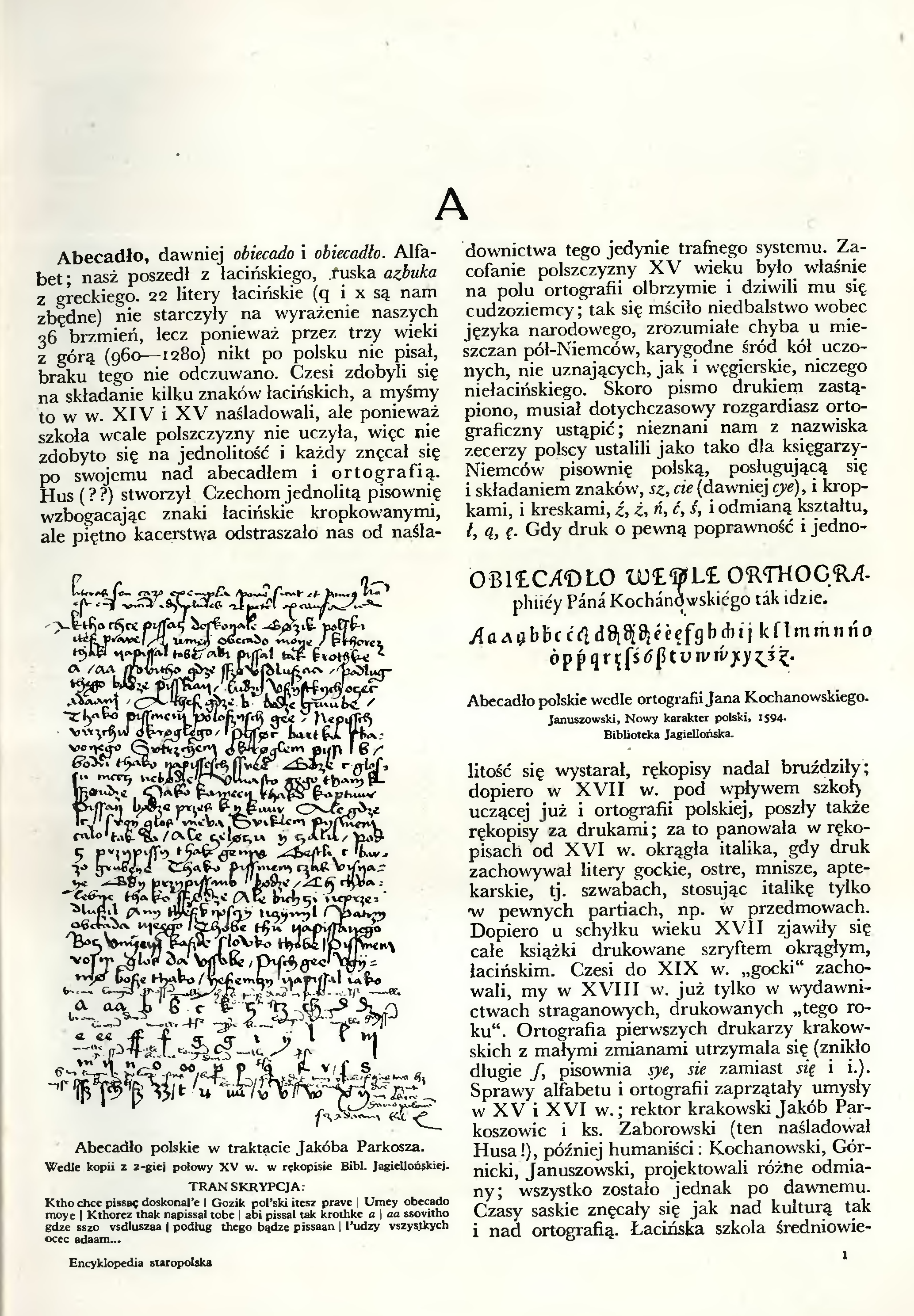
XV wieczna kopia traktatu Parkoszowica w haśle Abecadło z Encyklopedii staropolskiej Brücknera.

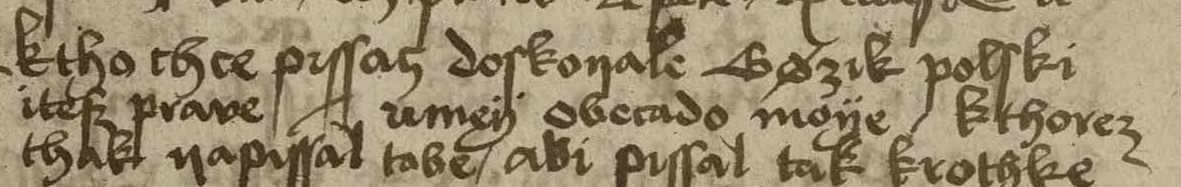
Fragment traktatu Parkosza (Biblioteka Jagiellońska)

Głównym celem Jakuba Parkoszowica było, wzorem Jana Husa, przystosowanie alfabetu łacińskiego do oznaczania w piśmie głosek języka polskiego. Swoje przemyślenia zawarł w tekście napisanym około 1440 roku, zwyczajowo nazywanym traktatem o ortografii polskiej − tekst zachował się bez tytułu, w kopii wykonanej (prawdopodobnie z innej kopii) w latach 1460–1470 przez dwóch skryptorów (jeden z nich podpisał się Warzykowski). Składa się z pisanej prozą rozprawy łacińskiej i wiersza polskiego, liczącego 34 ośmiozgłoskowce rymowane parami. Rękopis znajduje się w Bibliotece Jagiellońskiej jako fragment klocka introligatorskiego zawierającego również inne teksty.
Najwięcej miejsca w swoim dziele Parkoszowic poświęcił ustaleniu dostatecznej liczby odrębnych liter alfabetu dla głosek występujących w języku polskim. Odróżnia on graficznie spółgłoski miękkie od twardych oraz samogłoski długie od krótkich. Informacje o fonetyce samogłosek zawarte w traktacie pozwalają stwierdzić, że iloczas był żywą kategorią fonologiczną jeszcze w połowie wieku XV. Dzięki Parkoszowicowi wiemy, że opozycja samogłoska długa:samogłoska krótka różnicowała znaczenia wyrazów, o czym pisze w traktacie: "U Polaków wszystkie samogłoski to się wzdłużają, to się wyraźnie skracają. Ze wzdłużania ich lub skracania wynika różne znaczenie wyrazów.". Dla przykładu długie samogłoski miały być zapisywane: „aa”, „ee” itd. Polskim spółgłoskom miały odpowiadać niekiedy dwie lub nawet trzy litery, np: „ch”, „dz”, „ff” itd. Natomiast odróżnienie głosek twardych od miękkich powinno się, według autora traktatu, opierać na stosowaniu nowych znaków graficznych, np: „b” twarde miało mieć kwadratowy brzuszek, a nie okrągły jak to, które znamy. Parkoszowic nie wprowadził znaków diakrytycznych pozostawiając tylko wcześniejsze „ÿ” (czasami w formie „y”  z dwoma ukośnymi kreskami: „y̋”) oraz „i”. Według Michałowskiej zasób łacińskich liter powiększył o znak „ø” oznaczający samogłoskę nosową, ale inni badacze uważają, że znak ten w tej funkcji był używany już w XII w.
Zasady, wyłożone uczenie w języku łacińskim, Parkoszowic podsumował w krótkim polskim wierszu, wtopionym w zakończenie traktatu (cytat w pisowni współczesnej):
Kto chce pisać doskonale

Język polski i też prawie

Umiej obiecad{ł)o moje,

Którem tak napisał tobie [...]
Po wierszu następuje wykaz wszystkich liter alfabetu oraz proponowane warianty pisowni. Traktat został poprzedzony przedmową nieznanego autora współczesnego Parkoszowi, odznaczającą się erudycją humanistyczną, stanowiącą ważny dokument świadomej walki o równouprawnienie języka narodowego z łaciną. W przedmowie po raz pierwszy w polszczyźnie pojawia się pojęcie błędu językowego.
Zawarte w dziele propozycje ortograficzne, jak np. odrębne kształty liter na oznaczenie spółgłosek miękkich i twardych, nie zostały wprowadzone ze względu na znaczne odbieganie od przyjętej praktyki oraz nieprzejrzystość i zawiłość proponowanych zasad. System ortograficzny Parkoszowica nie przyjął się w praktyce, a na dodatek jego koncepcje teoretyczne nie znalazły kontynuatorów. Druga znana rozprawa z zakresu ortografii polskiej ukazała się dopiero na początku XVI w.

### Wydania traktatu
- Edycja Mariana Kucały z 1985 r. z faksymile i tłumaczeniem[10]
- Eksperymentalna edycja elektroniczna odczytania Kucały[11] [12]
- Wcześniejsze edycje:

J. S. Bandtke pt. Antiquissimus de ortographia polonica libellus, Poznań 1830 (edycja niedokładna); wyd. krytyczne J. Łoś "Jakuba, syna Parkoszowego, traktat o ortografii polskiej", Materiały i Prace Komisji Językowej AU, t. 2 (1907) i odb.; fragm. wraz z przekł. polskim podał T. Lehr-Spławiński Język polski. Pochodzenie, powstanie, rozwój, Warszawa 1947; także wyd. 2 Warszawa 1951; wiersz polski przedr.: W. A. Maciejowski Piśmiennictwo polskie, t. 3 dod., Warszawa 1852, s. 96-97; J. Łoś "Najdawniejszy traktat o ortografii polskiej", Język Polski 1913, zeszyt 2; W. Taszycki "Najdawniejsze zabytki języka polskiego", Kraków 1927, Biblioteka Narodowa, seria I, nr 104; także wyd. 2 Wrocław 1949; także wyd. 3 Wrocław 1951; S. Vrtel-Wierczyński "Średniowieczna polska poezja świecka", Kraków 1927, Biblioteka Narodowa, seria I, nr 60; także wyd. 2 Wrocław 1949; także wyd. 3 Wrocław 1952 (w pisowni zmodernizowanej); M. Dłuska Studia z historii i teorii wersyfikacji polskiej, t. 1, Kraków 1948, s. 97-98; podobiznę wiersza podał W. A. Maciejowski Piśmiennictwo polskie, t. 3 dod., Warszawa 1852, s. 96-97; ; przekł. polski ogł. J. Łoś "Dawne głosy o języku polskim", Język Polski 1913, zeszyt 3; przedr. W. Taszycki "Obrońcy języka polskiego. Wiek XV-XVIII", Wrocław 1953, Biblioteka Narodowa, seria I, nr 146.

## Dzieła
- Strona tytułowa Traktatu o ortografii polskiej w wersji cyfrowej w nieistniejącej już PBI, wersja nadal dostępna jako e-booki (edycja Łosia z 1907 r. w formie czystego tekstu z licznymi przekłamaniami). pbi.edu.pl. [zarchiwizowane z tego adresu (2012-01-01)]..